# Conistra albovenosa
Conistra albovenosa är en fjärilsart som beskrevs av Karl Schawerda 1938. Conistra albovenosa ingår i släktet Conistra och familjen nattflyn. Inga underarter finns listade i Catalogue of Life.